# Chenal d'Uraga
Pour les articles homonymes, voir Chenal.

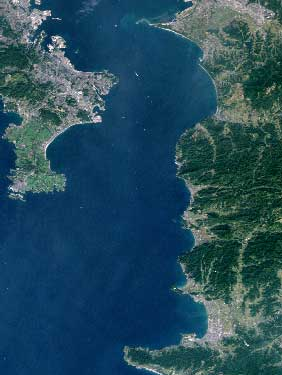
Vue satellite.

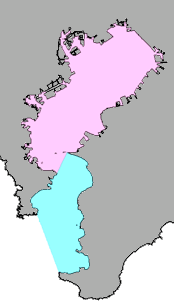
Le chenal d'Uraga en bleu et la baie de Tokyo en violet.

Le chenal d'Uraga (浦賀水道, Uraga-suidō) est un détroit de l'île de Honshū, au Japon, qui relie la baie de Tokyo (avec laquelle elle est parfois associée) au nord à celle de Sagami au sud.
Au sens strict, la baie de Tokyo et le chenal d'Uraga sont limités par une ligne imaginaire reliant le cap Kannon (観音崎, Kannon-zaki) à l'ouest au cap Futtsu (富津岬, Futtsu-misaki) à l'est.

## Géographie
Le détroit est bordé par deux péninsules : celle de Miura à l'ouest et celle de Bōsō à l'est, couvrant une superficie de 922 km2. La distance entre les caps Kannon et Futtsu est d'environ 6 km.
Elle porte le nom de la ville portuaire d'Uraga située à l'extrémité de la péninsule de Miura, et qui était naguère le premier point de contact des navires avec le Japon, en faisant ainsi un poste stratégique de surveillance de l'entrée de la baie de Tokyo.